# Al Noor Tower
Der Al Noor Tower war Wolkenkratzerprojekt in der marokkanischen Stadt Casablanca. 
Der Bau des riesigen Gebäudes sollte im Juli 2015 beginnen und 2018 fertiggestellt sein. Es war eine Höhe von 540 m geplant und sollte das höchste Gebäude Marokkos werden. Es wäre mehr als doppelt so hoch geworden wie das höchste Gebäude Afrikas, das 223 m hohe Carlton Centre in Johannesburg.
Als Bauträger trat die Middle East Development LLC (MED - Dubai - UAE) unter Sheikh Tarek bin Laden in Erscheinung. Laut Angaben von Amedee Santal, dem Sprecher des Projektentwicklers, waren für das Gebäude 114 Stockwerke geplant, ebenso viele wie der Koran Suren hat. Sein Aussehen sollte von weitem an ein Hochzeitskleid erinnern. Der Al Noor Tower sollte so zum siebthöchsten Wolkenkratzer der Welt avancieren. Die geplante Gesamtfläche des Gebäudes beträgt 335.000 Quadratmeter. Als Baukosten wurden 1,5 Milliarden US-Dollar veranschlagt.
Das Projekt scheiterte schließlich an den Vorgaben der Stadt Casablanca, wonach kein Gebäude höher sein darf als die Hassan-II.-Moschee, deren Minarett 200 m in der Höhe misst.